# Лапачо
Лапачо (Lapacho) или Тахебо (Taheebo) е напитка, приготвена от вътрешната кора на дървото Розово лапачо (Tabebuia impetiginosa), разпространено в горите на Аржентина и Перуанските Анди.
Известна е като „чая на инките“. На пазара се продава и под някои по-неясни и евентуално подвеждащи имена като Ipes, IPE, Pau d'Arco, IPE Roxo или Trumpet Bush.
В световната търговска мрежа се предлага във вид на хапчета, капсули, течни концентрати, чай във филтърно пакетче или в натурален вид.
Още се използва като билково лекарство от коренното население на Южна и Централна Америка. Смята се, че укрепва имунната система и има антимикробни, антивирусни и противогъбични свойства. Освен за чай лапачо се използва и локално – за лечение на леки наранявания на кожата, като ухапвания от насекоми, както и за други състояния като херпес, псориазис и др. Твърди се, че лапачо има и противотуморно действие и поради това се предписва паралелно с химиотерапия, тъй като увеличава ефекта от тях, но това действие не е научно доказано и е спорно.
Лапачото съдържа органичното съединение лапачол, не съдържа кофеин и е богат на желязо, калций, манган, магнезий и др. Има аромат, напомнящ ванилия и анасон, при приемане леко стимулира и възбужда. Действието му се засилва, когато се смеси с мате.
Чай от лапачо се приготвя, като за 1 литър вода се предвиждат 2 супени лъжици дрога. Водата се кипва, слага се чая, вари се 5 мин., отнема се от котлона и престоява 15 – 20 мин., след което се прецежда. Пие се студен или топъл.
С използването на лапачо като лекарствено средство не бива да се прекалява – пие се до 1 литър на ден (максимум до 6 седмици, след това 4 седмици се почива).